# Eva-Maria Brem
Eva-Maria Brem (* 13. September 1988 in Schwaz) ist eine ehemalige österreichische Skirennläuferin aus Münster in Tirol. Sie war weitgehend auf die Disziplin Riesenslalom spezialisiert und gewann in der Saison 2015/16 den Riesenslalomweltcup sowie drei Weltcup-Rennen.

## Biografie
Eva-Maria Brem fährt seit ihrem vierten Lebensjahr für den Skiclub WSV Reith im Alpbachtal. Sie besuchte das Skigymnasium in Stams und gehört seit 2004 dem Kader des Österreichischen Skiverbandes (ÖSV) an. Bei den Juniorenweltmeisterschaften 2006 in Mont Sainte-Anne gewann sie die Bronzemedaille im Riesenslalom. Im Jahr darauf konnte sie dieses Resultat bei den Juniorenweltmeisterschaften 2007 in Zauchensee und Flachau wiederholen und gewann neben dem Riesenslalom auch im Super-G jeweils die Bronzemedaille. Eine weitere Bronzemedaille gewann sie bei den Juniorenweltmeisterschaften 2008 in Formigal in der Kombinationswertung.
Brem ist vierfache Österreichische Staatsmeisterin. 2006 gewann sie im Slalom und im Riesenslalom, 2007 holte sie den Titel in der Kombination, 2013 jenen im Riesenslalom. In der Saison 2006/07 konnte sie im Europacup zwei Riesenslaloms gewinnen.
Ihr erstes Rennen im Weltcup war am 29. Dezember 2005 der Slalom in Lienz. Danach kam sie erst im Jänner 2007 in der Super-Kombination von Zauchensee wieder zum Einsatz und holte dort als 29. ihre ersten Weltcup-Punkte. Am 24. November 2007 erreichte sie im Riesenslalom von Panorama überraschend den fünften Platz. Nach zwei Jahren ohne Top-10-Ergebnis gelang ihr am 28. November 2009 im Riesenslalom von Aspen erneut ein fünfter Platz. Bei den Olympischen Winterspielen 2010 in Vancouver belegte sie im Riesenslalom den siebenten Platz. Nach der Saison stieg sie in das Nationalteam des ÖSV auf, ein Jahr später jedoch wieder in den A-Kader ab.
Am 2. April 2010 erlitt Brem beim freien Skifahren einen Schien- und Wadenbeinbruch im linken Bein. Ab November 2010 startete sie wieder in einigen Welt- und Europacuprennen, bestritt in der Saison 2010/11 aber nur ein deutlich reduziertes Rennprogramm. In der Weltcupsaison 2011/12 gewann sie mit Michaela Kirchgasser, Marcel Mathis und Philipp Schörghofer den Team-Wettbewerb zum Saisonfinale in Schladming.
Brem konnte sich aufgrund ungenügender Ergebnisse nicht für die Weltmeisterschaften 2013 in Schladming qualifizieren. Aus demselben Grund erhielt sie auch für die Olympischen Winterspiele 2014 keinen Startplatz. Unmittelbar nach den Spielen gelang ihr jedoch eine markante Leistungssteigerung: Als Dritte des Riesenslaloms von Åre errang sie am 6. März 2014 die erste Weltcup-Podestplatzierung. Zehn Tage später steigerte sie sich beim Riesenslalom-Weltcupfinale auf der Lenzerheide auf den zweiten Platz. Nach Rang 3 bereits im ersten Riesenslalom der Saison in Sölden feierte sie am 29. November 2014 im Riesenslalom von Aspen ihren ersten Weltcupsieg. Bei den Skiweltmeisterschaften 2015 in Vail/Beaver Creek gewann sie die Goldmedaille im Mannschaftswettbewerb, während sie im Riesenslalom als Mitfavoritin im ersten Durchgang ausschied.
In der Saison 2015/16 entschied Eva-Maria Brem knapp die Riesenslalom-Disziplinenwertung für sich und gewann damit ihre erste Kristallkugel. Im Jahr 2016 wurde sie zur Sportlerin des Jahres gewählt. Nachdem sie am 22. Oktober beim Riesenslalom in Sölden Platz 26 belegt hatte, zog sie sich in der weiteren Vorbereitung auf die Weltcup-Saison 2016/17 Anfang November 2016, wie schon 2010, im linken Bein einen Schien- und Wadenbeinbruch zu und fiel damit den kompletten Winter aus. Im April 2017 vollzog Brem einen Materialwechsel von Völkl zu Fischer. Doch in den folgenden Jahren hatte sie Mühe, sich an der Weltspitze zu halten. Nach zwei Top-10-Platzierungen gegen Ende der Saison 2018/19 fiel sie immer weiter zurück und klassierte sich im Winter 2020/21 nur noch einmal in den Punkterängen. Schließlich gab sie Anfang April 2021 ihren Rücktritt bekannt.

## Erfolge

### Olympische Winterspiele
- Vancouver 2010: 7. Riesenslalom

### Weltmeisterschaften
- Vail/Beaver Creek 2015: 1. Mannschaftswettbewerb

### Weltcupwertungen
| Saison  | Gesamt | Gesamt | Riesenslalom | Riesenslalom | Slalom | Slalom | Kombination | Kombination |
| Saison  | Platz  | Punkte | Platz        | Punkte       | Platz  | Punkte | Platz       | Punkte      |
| ------- | ------ | ------ | ------------ | ------------ | ------ | ------ | ----------- | ----------- |
| 2006/07 | 131.   | 2      | –            | –            | –      | –      | 47.         | 2           |
| 2007/08 | 52.    | 110    | 17.          | 86           | –      | –      | 24.         | 24          |
| 2008/09 | 68.    | 75     | 27.          | 51           | –      | –      | 23.         | 24          |
| 2009/10 | 41.    | 181    | 11.          | 177          | 55.    | 3      | 44.         | 1           |
| 2010/11 | 106.   | 20     | 36.          | 20           | –      | –      | –           | –           |
| 2011/12 | 59.    | 124    | 20.          | 108          | 44.    | 16     | –           | –           |
| 2012/13 | 46.    | 170    | 13.          | 170          | –      | –      | –           | –           |
| 2013/14 | 27.    | 273    | 8.           | 255          | 39.    | 18     | –           | –           |
| 2014/15 | 13.    | 452    | 2.           | 436          | 41.    | 16     | –           | –           |
| 2015/16 | 12.    | 647    | 1.           | 592          | 31.    | 55     | –           | –           |
| 2016/17 | 122.   | 5      | 50.          | 5            | –      | –      | –           | –           |
| 2017/18 | 97.    | 27     | 32.          | 27           | –      | –      | –           | –           |
| 2018/19 | 58.    | 119    | 17.          | 119          | –      | –      | –           | –           |
| 2019/20 | 78.    | 43     | 27.          | 43           | –      | –      | –           | –           |
| 2020/21 | 120.   | 3      | 58.          | 3            | –      | –      | –           | –           |

### Weltcupsiege
- 11 Podestplätze in Einzelrennen, davon 3 Siege:

| Datum             | Ort        | Land       | Disziplin    |
| ----------------- | ---------- | ---------- | ------------ |
| 29. November 2014 | Aspen      | USA        | Riesenslalom |
| 20. Dezember 2015 | Courchevel | Frankreich | Riesenslalom |
| 7. März 2016      | Jasná      | Slowakei   | Riesenslalom |

- 3 Podestplätze bei Mannschaftswettbewerben, davon 1 Sieg

### Europacup
- Saison 2006/07: 4. Gesamtwertung, 4. Riesenslalomwertung
- 12 Podestplätze, davon 4 Siege:

| Datum            | Ort                   | Land     | Disziplin    |
| ---------------- | --------------------- | -------- | ------------ |
| 3. Dezember 2006 | Ål                    | Norwegen | Riesenslalom |
| 13. März 2007    | Madesimo/Campodolcino | Italien  | Riesenslalom |
| 4. März 2013     | Andalo                | Italien  | Riesenslalom |
| 18. Februar 2014 | Monte Pora            | Italien  | Riesenslalom |

### Juniorenweltmeisterschaften
- Bardonecchia 2005: 10. Abfahrt, 11. Riesenslalom
- Québec 2006: 3. Riesenslalom, 6. Super-G, 9. Abfahrt
- Zauchensee/Flachau 2007: 3. Riesenslalom, 3. Super-G, 20. Abfahrt
- Formigal 2008: 3. Kombination, 5. Riesenslalom, 16. Abfahrt, 18. Super-G, 25. Slalom

### Weitere Erfolge
- Gold im Riesenslalom und Silber im Super-G beim European Youth Olympic Festival in Les Crosets 2005
- 4-fache Österreichische Staatsmeisterin (Riesenslalom 2006, Slalom 2006, Kombination 2007 und Riesenslalom 2013)
- 3-fache Österreichische Jugend-Staatsmeisterin (Slalom, Super-G und Kombination 2005)
- 2 Siege im Australia New Zealand Cup
- 1 Podestplatz im Nor-Am Cup
- 7 Siege in FIS-Rennen (alle im Riesenslalom)

## Auszeichnungen
- 2016: Österreichs Sportlerin des Jahres